# Хамідов Абдул-Хамід Хамідович
Абдул-Хамід (Абдула) Хамідович Хамі́дов (нар. 15 жовтня 1920, Старі Атаги — пом. 6 липня 1969, Грозний) — чеченський радянський актор, письменник, поет, драматург і перекладач; член Спілки письменників СРСР з 1943 року. Заслужений артист Чечено-Інгуської АРСР з 30 червня 1943 року, народний артист Чечено-Інгуської АРСР з 1959 року.

## Біографія
Народився 15 жовтня 1920 року в селі Старих Атагах (нині Урус-Мартановський район, Чеченська Республіка, Російська Федерація) в селянській сім'ї. Після закінчення початкової школи, у 1935 році, навчався у педагогічному училищі в станиці Сірноводській.
У 1938 році поступив до Державного інституту театрального мистецтва у Москві, проте навчання не закінчив: у 1941 році, у зв'язку з початком німецько-радянської війни, був відкликаний з четвертого курсу до Грозного, для роботи у національному театрі, і протягом 1941—1944 років працював у ньому актором, а згодом директором. Театр часто виступав з виставами в армійських частинах, шпиталях та перед будівельниками оборонних споруд.
У 1944—1956 роках, під час депортації чеченців та інгушів, працював у мистецьких закладах Казахської РСР і Киргизької РСР, зокрема: у 1944 році завідував клубом бурякорадгоспу та був художнім керівником Палацу культури цукрового комбінату Джамбульської області; 1945 року став директором республіканського Будинку народної творчості Киргизької РСР, потім начальником відділу театрів міністерства культури республіки. У 1946 році нагороджений медаллю «За доблесну працю у Великій Вітчизняній війні 1941—1945 рр.». У 1948—1950 роках завідував концертно-оперативним відділом Киргизької державної філармонії; з 1950 по 1955 рік працював старшим методистом Будинку народної творчості республіки. У 1955 році був літературним співробітником, завідувачем відділу культури газети «Прапор праці», з 1956 року — літературним консультантом Спілки письменників Казахстану.
У 1957 році, в Грозному, відновив Чечено-Інгуський державний ансамбль пісні та танцю. Колектив незабаром став одним із найкращих не лише на Північному Кавказі, а й у всьому Радянському Союзі. У 1959—1961 роках очолював правління Спілки письменників Чечено-Інгуської АРСР. Член КПРС з 1960 року. 1961 року закінчив Ленінградський театральний інститут.
У 1962—1968 роках працював директором Чечено-Інгуського драматичного театру. З 1968 року і до своєї смерті був заступником завідувача відділу агітації та пропаганди та завідувачем сектору культури Чечено-Інгуського обкому КПРС. Загинув 6 липня 1969 року в Грозному, в атокатастрофі.

## Творчість
Зіграв ролі
- Ходжич («Олеко Дундич» Михайла Каца та Олександра Ржешевського);
- Ясон («Хоробрий Кікіла» Георгія Нахуцришвілі та Бориса Гамрекелі);
- князь Мусост («Сурхо — син Ади» Магомеда Гадаєва та Гаруна Батукаєва).

Друкуватися почав з 1934 року. 
Автор п'єс
- «Совдат і Дауд» (1958; про боротьбу з пережитками минулого);
- «Дівчина з гір» (1960, у співавторстві; про події Громадянської війни в Чечено-Інгушетії);
- комедія «Падіння Бож-Алі» (1967; про конфлікт — боротьбу нового зі старим, що розгортається в сучасній сім'ї);
- «Безсмертні» (1967; присвячена присвячена подвигу Ханпаші Нураділова; отримала 2-гу премію Міністерства культури РРФСР на республіканському конкурсі художніх творів у 1967 році)[2].

Створював одноактові п'єси для художньої самодіяльності, писав сатиричні оповідання.
Переклав на чеченську мову «Владу пітьми» Льва Толстого, «Отелло» Вільяма Шекспіра та інші твори.
Багато віршів митця поклали музику чеченські композитори Умар Бексултанов, Олександр Халебський, Зайнді Чергізбієв.

## Вшанування
- У 1964 році скульптор Іван Бекічев створив мармурове погруддя письменника[4];
- У 1984 році в Грозному, на будинку, в якому жив митець, була встановлена меморіальна дошка[2].